# デイヴィッドプロダクション
株式会社デイヴィッドプロダクション（英: David Production Inc.）は、日本のアニメ制作会社。株式会社フジテレビジョンの子会社。多くの場合、「david production」と表記される。

## 略歴
2007年9月、電通を経てGDHのプロデューサーを務めていた沖浦泰斗と旧ゴンゾで代表取締役社長を務めた梶田浩司、第2・第3スタジオのスタッフらが共に独立し設立。2009年に放送された『リストランテ・パラディーゾ』で元請制作を開始した。
2014年8月1日付でフジテレビジョンが子会社化。
かつては東京都練馬区→東京都西東京市田無町4丁目21番1号 第一光ビルにオフィスを構えていたが、子会社化後に東京都小平市小川町1丁目88番1号 M&K東大和ビル 3階に移転。2023年3月、本社を東京都西東京市西原町1丁目4番1号へ移転。
本社の他、田無スタジオ（デジタル作画室・CACANiスタジオ）と高田馬場スタジオ（CGスタジオ）を構える。
2025年5月30日付官報において、美術・背景制作を手掛ける株式会社スタジオリセス（東京都八王子市）を合併することを公告した。

## 作品一覧

### テレビアニメ
| 開始年 | 放送期間         | タイトル                                                | 監督                             | アニメーション プロデューサー | 原作             | 備考            |
| ------ | ---------------- | ------------------------------------------------------- | -------------------------------- | ----------------------------- | ---------------- | --------------- |
| 2009年 | 4月 - 6月        | リストランテ・パラディーゾ                              | 加瀬充子                         | 若松剛                        | 漫画             |                 |
| 2009年 | 10月 - 2010年4月 | 戦う司書 The Book of Bantorra                           | 篠原俊哉                         | 笠間寿高                      | 小説             |                 |
| 2011年 | 1月 - 4月        | レベルE                                                 | 加藤敏幸                         | 若松剛                        | 漫画             | 共同制作:ぴえろ |
| 2011年 | 10月 - 12月      | ベン・トー                                              | 板垣伸                           | 笠間寿高                      | 小説             |                 |
| 2012年 | 1月 - 3月        | 妖狐×僕SS                                               | 津田尚克                         | 若松剛                        | 漫画             |                 |
| 2012年 | 10月 - 2013年4月 | ジョジョの奇妙な冒険                                    | 津田尚克                         | 梶田浩司                      | 漫画             |                 |
| 2013年 | 7月 - 9月        | 超次元ゲイム ネプテューヌ                               | 向井雅浩                         | 梶田浩司                      | ゲーム           |                 |
| 2014年 | 4月 - 9月        | ジョジョの奇妙な冒険 スターダストクルセイダース         | 津田尚克                         | 梶田浩司                      | 漫画             | 前半            |
| 2015年 | 1月 - 6月        | ジョジョの奇妙な冒険 スターダストクルセイダース         | 津田尚克                         | 梶田浩司                      | 漫画             | エジプト編      |
| 2016年 | 4月 - 12月       | ジョジョの奇妙な冒険 ダイヤモンドは砕けない             | 津田尚克                         | 梶田浩司                      | 漫画             |                 |
| 2016年 | 10月 - 2018年4月 | モンスターハンター ストーリーズ RIDE ON                 | 本郷みつる                       | 梶田浩司                      | ゲーム           |                 |
| 2017年 | 4月 - 9月        | サクラダリセット                                        | 川面真也                         | 梶田浩司                      | 小説             |                 |
| 2018年 | 4月 - 2019年4月  | キャプテン翼（第4作）                                   | 加藤敏幸                         | 笠間寿高                      | 漫画             |                 |
| 2018年 | 7月 - 9月        | はたらく細胞                                            | 鈴木健一                         | 若松剛                        | 漫画             |                 |
| 2018年 | 10月 - 2019年7月 | ジョジョの奇妙な冒険 黄金の風                           | 津田尚克（総） 木村泰大 髙橋秀弥 | 笠間寿高                      | 漫画             |                 |
| 2019年 | 7月 - 12月       | あんさんぶるスターズ!                                   | 菱田正和                         | 乙川将志                      | ゲーム           |                 |
| 2019年 | 7月 - 12月       | 炎炎ノ消防隊                                            | 八瀬祐樹                         | 松永康佑                      | 漫画             |                 |
| 2020年 | 7月 - 12月       | 炎炎ノ消防隊 弐ノ章                                     | 南川達馬                         | 本庄谷怜央                    | 漫画             |                 |
| 2020年 | 10月 - 12月      | ストライクウィッチーズ ROAD to BERLIN                   | 高村和宏                         | 梶田浩司                      | メディアミックス |                 |
| 2021年 | 1月 - 2月        | はたらく細胞!!                                          | 小倉宏文                         | 若松剛                        | 漫画             |                 |
| 2021年 | 1月 - 3月        | 2.43 清陰高校男子バレー部                               | 木村泰大                         | 乙川将志                      | 小説             |                 |
| 2022年 | 1月 - 3月        | ジョジョの奇妙な冒険 ストーンオーシャン                 | 鈴木健一（総） 加藤敏幸          | 本庄谷怜央                    | 漫画             |                 |
| 2022年 | 10月 - 2023年3月 | うる星やつら（第1期）                                   | 木村泰大 髙橋秀弥                | 上野勲 若松剛                 | 漫画             |                 |
| 2022年 | 10月 - 2023年4月 | ジョジョの奇妙な冒険 ストーンオーシャン（第2・3クール） | 鈴木健一（総） 加藤敏幸          | 本庄谷怜央                    | 漫画             |                 |
| 2023年 | 10月 - 2024年3月 | アンデッドアンラック                                    | 八瀬祐樹                         | 下田迅人                      | 漫画             |                 |
| 2024年 | 1月 - 6月        | うる星やつら（第2期）                                   | 木村泰大 髙橋秀弥                | 上野勲                        | 漫画             |                 |
| 2025年 | 4月 - 6月        | 炎炎ノ消防隊 参ノ章（第1クール）                        | 南川達馬                         | 未公表                        | 漫画             |                 |
| 2025年 | 7月 -            | 陰陽廻天 Re:バース                                      | 髙橋秀弥                         | 未公表                        | オリジナル       |                 |
| 2026年 | 1月 -            | 炎炎ノ消防隊 参ノ章（第2クール）                        | 南川達馬                         | 未公表                        | 漫画             |                 |

### 劇場アニメ
| 公開年 | タイトル                                              | 監督     | アニメーション プロデューサー | 原作   |
| ------ | ----------------------------------------------------- | -------- | ----------------------------- | ------ |
| 2016年 | planetarian 〜星の人〜                                | 津田尚克 | 乙川将志                      | ゲーム |
| 2020年 | 「はたらく細胞!!」最強の敵、再び。体の中は“腸”大騒ぎ! | 小倉宏文 | 若松剛                        | 漫画   |
| 2021年 | 岬のマヨイガ                                          | 川面真也 | 藤尾勉                        | 小説   |
| 2022年 | あんさんぶるスターズ!!-Road to Show!!-                | 菱田正和 | 町田理菜                      | ゲーム |

### OVA
| 発売年 | タイトル             | 監督       | アニメーション プロデューサー | 原作 |
| ------ | -------------------- | ---------- | ----------------------------- | ---- |
| 2009年 | DOGS/BULLETS&CARNAGE | あべたつや | 若松剛 古口王仁               | 漫画 |
| 2017年 | 岸辺露伴は動かない   | 加藤敏幸   | 梶田浩司                      | 漫画 |

### Webアニメ
| 配信年 | タイトル                                                       | 監督     | アニメーション プロデューサー | 原作   |
| ------ | -------------------------------------------------------------- | -------- | ----------------------------- | ------ |
| 2016年 | planetarian 〜ちいさなほしのゆめ〜                             | 津田尚克 | 田中彰悟                      | ゲーム |
| 2019年 | はたらく細胞 第11.5話 熱中症～もしもポカリスエットがあったら～ | 鈴木健一 | 若松剛                        | 漫画   |
| 2022年 | スプリガン                                                     | 小林寛   | 笠間寿高                      | 漫画   |

### 制作協力
| 年     | タイトル                            | 制作元請           | 備考                           |
| ------ | ----------------------------------- | ------------------ | ------------------------------ |
| 2008年 | イナズマイレブン                    | OLM                | 各話制作協力                   |
| 2008年 | コードギアス 反逆のルルーシュR2     | サンライズ         | 各話制作協力                   |
| 2008年 | ソウルイーター                      | ボンズ             | 各話制作協力                   |
| 2008年 | 黒執事                              | A-1 Pictures       | 各話制作協力                   |
| 2010年 | 伝説の勇者の伝説                    | ゼクシズ           | 各話制作協力                   |
| 2010年 | BLEACH                              | ぴえろ             | 各話制作協力                   |
| 2011年 | 魔法少女まどか☆マギカ               | シャフト           | 各話制作協力                   |
| 2012年 | 黒子のバスケ                        | Production I.G     | 各話制作協力                   |
| 2015年 | 赤髪の白雪姫                        | ボンズ             | 各話制作協力                   |
| 2015年 | 干物妹!うまるちゃん                 | 動画工房           | 各話制作協力                   |
| 2015年 | のんのんびより りぴーと             | SILVER LINK.       | 各話制作協力                   |
| 2015年 | To LOVEる -とらぶる- ダークネス 2nd | XEBEC              | 各話制作協力                   |
| 2015年 | 対魔導学園35試験小隊                | SILVER LINK.       | 各話制作協力                   |
| 2015年 | 落第騎士の英雄譚                    | SILVER LINK. Nexus | 各話制作協力                   |
| 2015年 | ノラガミ ARAGOTO                    | ボンズ             | 各話制作協力                   |
| 2016年 | SUPER LOVERS                        | スタジオディーン   | 各話制作協力                   |
| 2022年 | デート・ア・ライブIV                | GEEKTOYS           | オープニングアニメーション制作 |

## 関連人物

### アニメーター・演出家
- 海老原雅夫
- 小林亮
- ソエジマヤスフミ
- 加藤敏幸
- 竹田逸子
- 津田尚克

- 中原れい
- 中屋了
- 橋本英樹
- 浜津武広
- 向井雅浩

### 制作
- 沖浦泰斗（創業者。2017年に退社後、現在はNetflix所属[34]）
- 梶田浩司（創業者、元代表取締役社長
（2021年に退任後、現在はベルノックスフィルムズ代表取締役社長））
- 笠間寿高（取締役・制作担当）
- 奥田寛子（執行役員・人事担当）
- 若松剛
- 乙川将志 （現：オクルトノボル所属）
- 田中修一郎（タツノコプロ→ツインエンジン出身、代表取締役社長）

- 松永康佑（シャフト出身）
- 本庄谷怜央（シャフト出身）
- 上野勲（Studio五組出身）
- 古口王仁（現：オクルトノボル代表取締役社長）
- 清水賢治
- 石井浩二
- 松崎容子